# Bosbeskielwants
De bosbeskielwants (Elasmucha ferrugata) is een wants uit de familie kielwantsen (Acanthosomatidae). De soort werd voor het eerst wetenschappelijk beschreven door Johann Christian Fabricius in 1787.

## Uiterlijk
De bosbeskielwants is makkelijk te herkennen aan de opvallende, zwarte zijdoorns van het halsschild. Hij is zowel aan de boven- als aan de onderkant grof gepuncteerd en is voor een groot deel roodbruin van kleur. Het membraan van de vleugels is zwart aan de zijkanten. Het eind van het roodbruine scutellum is licht gekleurd, terwijl het midden een zwarte vlek heeft. De kop is zwart en van de antenne is het eerste lid zwart en de rest is, net als de poten, lichtbruin. De lengte is 7 – 9 mm.

## Broedzorg
Net als bij alle andere soorten uit het genus Elasmucha hebben de vrouwtjes van deze wantsen broedzorg. Normaal gesproken legt ze een keer in haar leven eieren. Dat kunnen er wel 40 tegelijk zijn. Ze beschermt haar legsel door ze met haar lichaam af te dekken en doet dat daarna ook bij de uit de eieren gekropen nimfen tot in het tweede stadium (tweede vervelling) tegen roofzuchtige insecten en parasieten. De oudere nimfen blijven in de regel bij elkaar en worden begeleid door de moeder. Als er een ander legsel in de buurt is, wordt dat ook door het vrouwtje beschermd. Ook zoeken de vrouwtjes elkaar op en bewaken elkaars jongen waardoor grote hoeveelheden nimfen kunnen worden aangetroffen. Het komt wel meer voor dat insecten de eitjes en/of de jongen beschermen, maar dat diverse ouderdieren elkaars jongen bewaken gaat net iets verder. Hoogstwaarschijnlijk is het bij elkaar blijven wel de reden, dat vaak meerdere wantsen uit een legsel eieren dragen van sluipvliegen (Tachinidae).

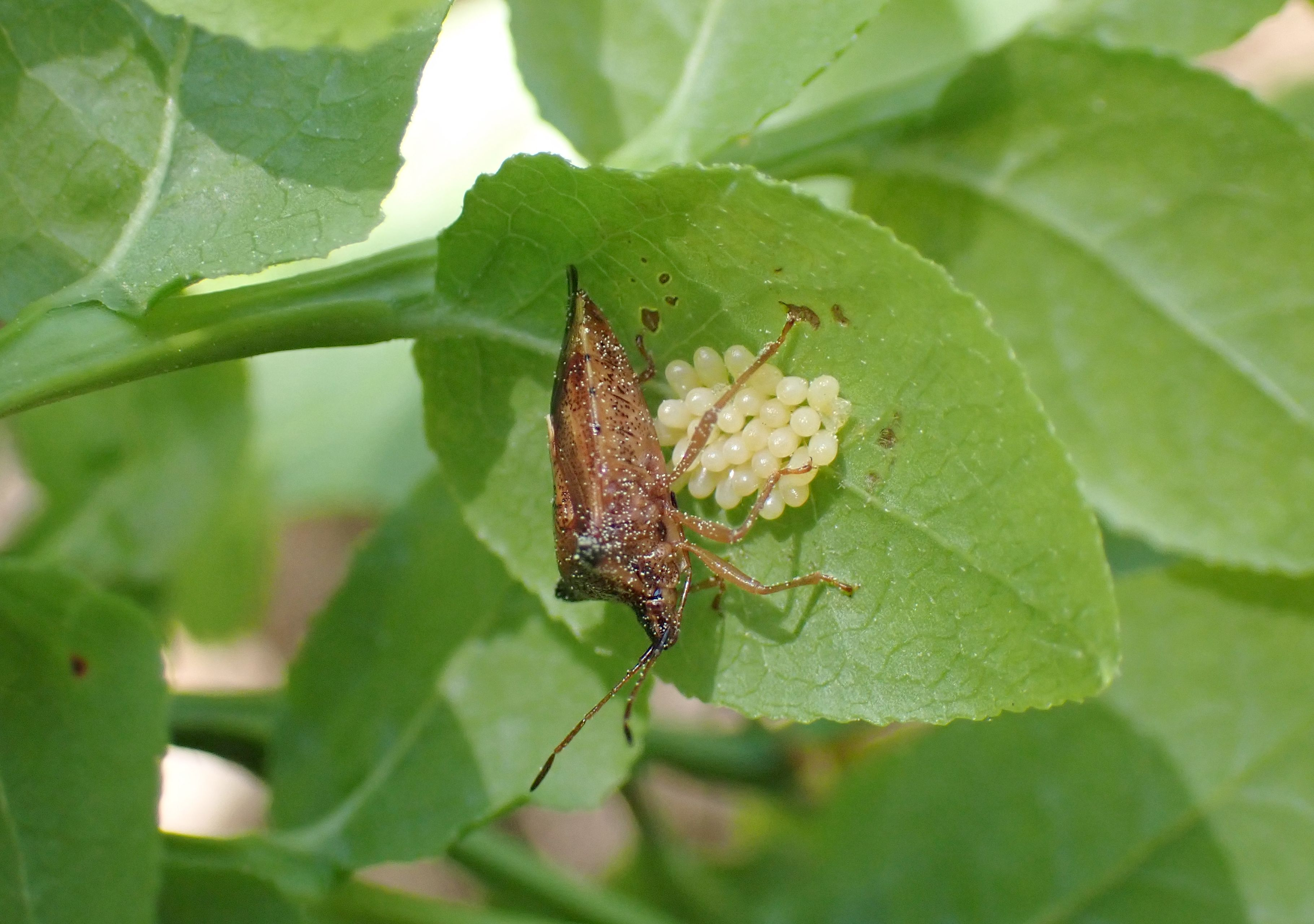
Volwassene Bosbeskielwants bewaakt eitjes (Amerongse berg)

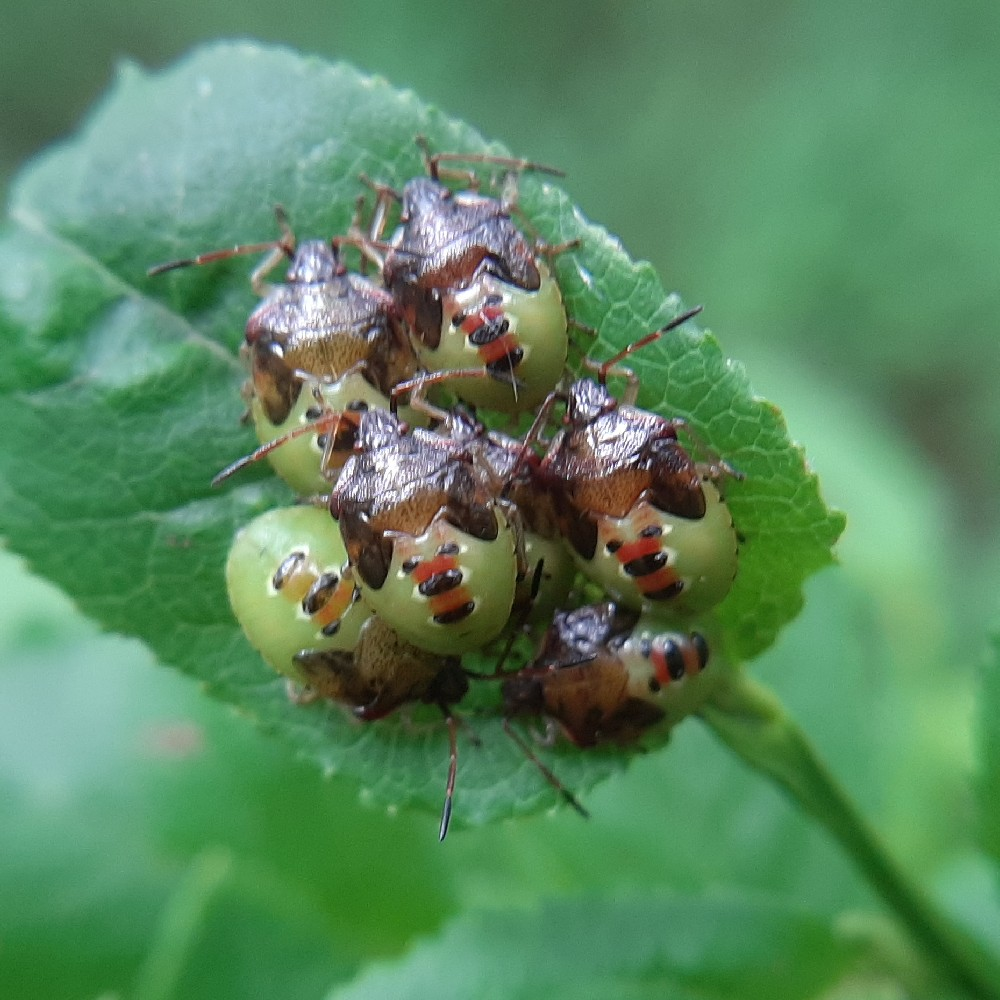
Nimfen van de Bosbeskielwants bij de Stompert, Soest

## Verspreiding en gedrag
De bosbeskielwants komt voor In Europa en is naar het oosten verspreid tot in, Siberië en Japan. Hij leeft in open bossen en bosranden, waar zijn voedselplant de bosbes (Vaccinium) groeit.
De soort leeft voornamelijk op de blauwe bosbes (Vaccinium myrtillus), maar ook op de rode bosbes of vossenbes (Vaccinium vitis-idaea). De nimfen en volwassen wantsen zuigen aan de rijpende bessen. De volwassen wantsen zijn soms ook op andere bessendragende struiken en bomen te vnden. Zoals bijvoorbeeld op ribes, braam (Rubus), Prunus, kamperfoelie (Lonicera) en meidoorn (Crataegus). De volwassen wants overwintert meestal in de strooisellaag onder de bomen. In mei, juni of soms nog later worden de eieren gelegd aan de onderzijde van de voedselplant. In augustus verschijnt de nieuwe volwassen generatie.